# Jacques Glassmann
Jacques Glassmann (* 22. Juli 1962 in Mulhouse) ist ein ehemaliger französischer Fußballspieler. In der Saison 1992/93 deckte er einen Bestechungsskandal in der französischen Division 1 auf, in den er selbst verwickelt war.

## Karriere
Glassmann begann seine Profikarriere beim französischen Erstligisten Racing Strasbourg. Sein erstes Spiel im Profifußball absolvierte er am 22. November 1978 im Alter von 16 Jahren im Achtelfinale des UEFA-Pokals gegen den MSV Duisburg. Obwohl er in seiner ersten Saison 1978/79 nur einmal in der Liga eingesetzt wurde, konnte er am Ende der Spielzeit mit seinen Kollegen die französische Meisterschaft feiern – bis heute die einzige der Vereinsgeschichte. Zudem wurde das Halbfinale des französischen Pokals erreicht. In der folgenden Saison 1979/80 konnte der Verein das Viertelfinale im Europapokal der Landesmeister erreichen. Parallel wurde Glassmann auch in der zweiten Mannschaft eingesetzt. 1980 gewann er mit Strasbourg II den Titel der Division 3 (Ost) und die Coupe d’Alsace.
Von 1984 bis 1987 spielte Glassmann für seinen Heimatverein FC Mulhouse in der Division 2, wo er sofort zum Stammspieler wurde und in drei Jahren in 97 Partien eingesetzt wurde. 1987 ging er für ein Jahr zum Zweitligisten FC Tours.
1988 wechselte Glassmann zur US Valenciennes-Anzin, die ebenfalls in der zweiten Liga spielte. Auch bei Valenciennes war er eine wichtige Stütze im Team. 1992 gelang schließlich der Aufstieg in die Division 1. Am drittletzten Spieltag der Saison 1992/93 kam es zum Duell zwischen der abstiegsbedrohten US Valenciennes und Olympique Marseille, das zu diesem Zeitpunkt die Tabelle mit vier Punkten Vorsprung anführte. Da für Marseille sechs Tage später das Finale der UEFA Champions League gegen den AC Mailand anstand und der französische Verband eine Verlegung des Ligaspiels ablehnte, kam es zum Skandal (Die Affäre OM-VA). Marseilles Spieler Jean-Jacques Eydelie kontaktierte im Auftrag von Generaldirektor Jean-Pierre Bernès die drei Spieler Jorge Burruchaga, Christophe Robert und Jacques Glassmann. Glassmann und seine beiden Mitspieler stimmten zu, dazu beizutragen, dass Marseille nicht verliert und sich auch kein Olympique-Spieler verletzt. Dafür sollten sie 250.000 Francs (etwa 38.000 Euro) erhalten.
Valenciennes verlor das Spiel tatsächlich, doch bereits vor der Begegnung hatte Glassmann Gewissensbisse bekommen und den Bestechungsversuch seinem Trainer und dem Vereinspräsidenten gebeichtet, die sofort beim Schiedsrichter Protest einlegten. Das Spiel wurde schließlich annulliert, Marseille wurde der Meistertitel aberkannt und zur Saison 1994/95 in die zweite Liga versetzt. Valenciennes war bereits 1993 sportlich aus der ersten Liga abgestiegen und wurde nicht weiter bestraft. Auch Glassmann kam wegen seines Geständnisses straffrei davon. Für seinen mutigen Einsatz und seine Ehrlichkeit wurde er 1995 mit dem FIFA-Fairplay-Preis ausgezeichnet. Bereits 1994 hatte Glassmann Valenciennes verlassen und sich in der Saison 1994/95 US Maubeuge in der National 2 angeschlossen.
Nach der Aufdeckung des Bestechungsskandals und während der folgenden Gerichtsverhandlungen wurde Glassmann teilweise massiv angefeindet und als Verräter betrachtet, so dass er 1995 das metropolitane Frankreich verließ, um auf der Insel Réunion im Indischen Ozean ein neues Leben mit seiner Familie zu beginnen.

## Erfolge
Titel
- Französischer Meister: 1979

Auszeichnungen
- FIFA-Fairplay-Preis 1995